# Ференц Мора

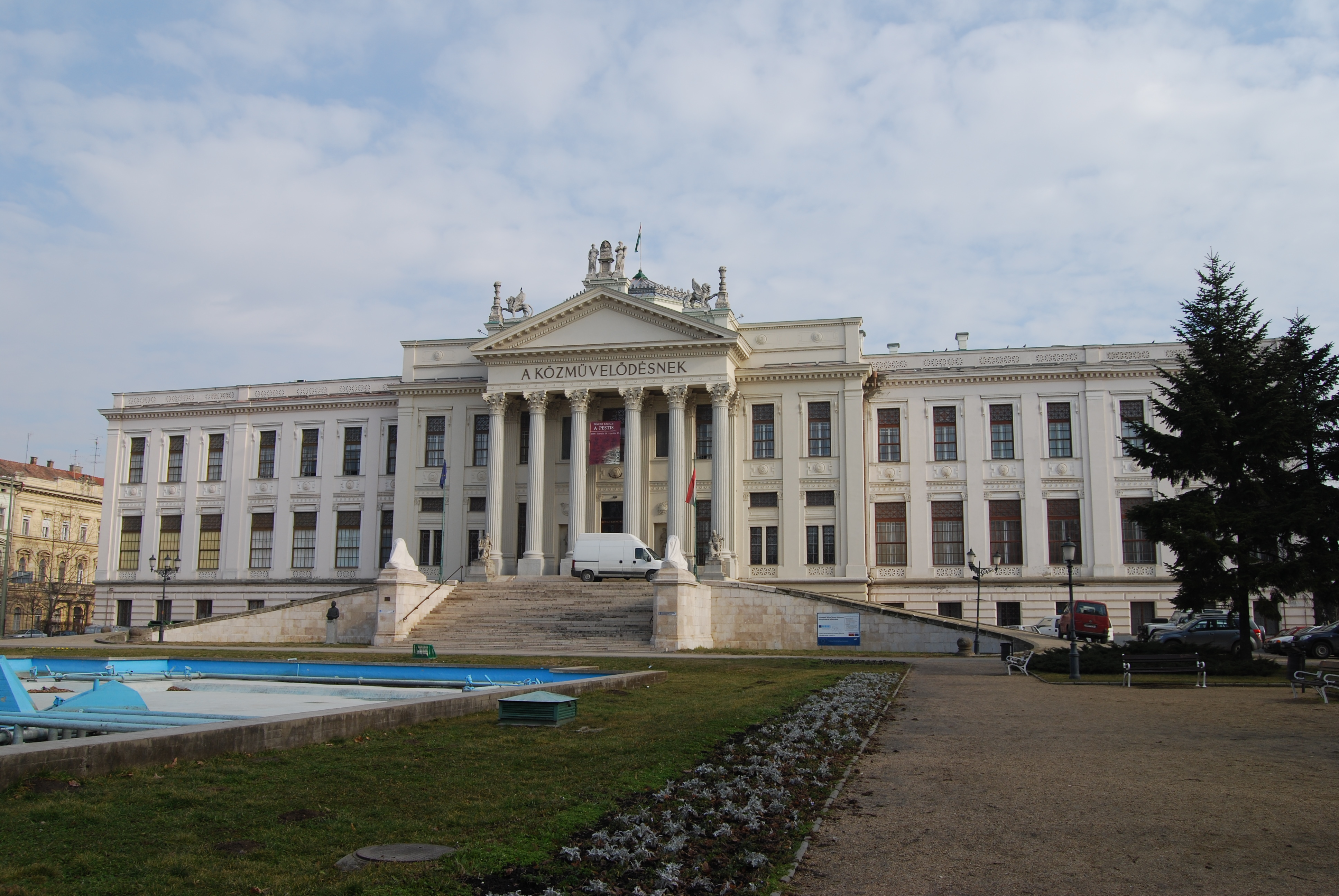
Музей Ференца Мори в м. Сегед

Ференц Мора (угор. Móra Ferenc; *19 липня 1879, Кішкунфеледьгаза — †8 лютого 1934, Сегед) — угорський письменник-романіст, журналіст і фахівець з музейної справи. Вважається одним з найвідоміших угорських письменників.

## Біографія
Мора народився в бідній родині (батько Мартон Мора був кравцем, мати Анна Юхас — пекарем), з дитинства виявляв інтелектуальні здібності. Шкільну освіту отримав з великими труднощами через фінансове становище сім'ї.
Вступив в Будапештський університет, де отримав диплом з географії та історії. Після цього протягом року працював учителем у Фельшьольовьо (медьє Ваш). Після цього став писати книги, основною аудиторією яких було юнацтво.
З 1904, паралельно з письменством, став робити кар'єру в музейній справі, працюючи в комбінованій бібліотеці-музеї місті Сегед. У 1917 був призначений директором зазначеної бібліотеки-музею, і займав цей пост до 1934. В даний час музей носить його ім'я.

## Найбільші твори
- Rab ember fiai , «Діти раба» (Budapest, 1909)
- Mindenki Jánoskája  «Маленький Янош, що належав всім» (Будапешт, 1911)
- Csilicsali Csalavári Csalavér  (Будапешт, 1912)
- Filkó meg én  «Філком і я» (Будапешт, 1915)
- Kincskereső kis ködmön  «Маленька куртка, яка шукала скарби» (Будапешт, 1918)
- Dióbél királyfi  «Принц Walnutmeat» (Budapest, 1922)
- A festő halála  «Смерть художника» (Будапешт, 1921, пізніше роман опублікований під назвою  Négy apának egy leánya  «Чотири батьки, одна дочка»)
- Georgikon  (Будапешт, 1925)
- Nádihegedű  «Reed Fiddle» (Budapest, 1927)
- Ének a búzamezőkről  «A Song about Wheat Fields» (novel, Budapest, 1927)
- Beszélgetés a ferdetoronnyal  «Conversation with the Leaning Tower» (Budapest, 1927)
- Véreim  «My Descendants» (Budapest, 1927)
- Sokféle  «Diverse» (Budapest, 1927)
- Egy cár, akit várnak  «A Tzar Who is Waited for» (Budapest, 1930)
- Aranykoporsó  «Golden Coffin» (historical novel, Budapest, 1932)
- Daru-utcától a Móra Ferenc-utcáig  «From Crane Street to Móra Ferenc Street» (autobiography, Budapest, 1934)
- Utazás a földalatti Magyarországon  «A Journey in the Undeground Hungary» (Budapest, 1935)
- Parasztjaim  «My Peasants» (Budapest, 1935)
- Dióbél királykisasszony  «Princess Walnutmeat» (Budapest, 1935)
- Napok, holdak, elmúlt csillagok  «Suns, Moons, Bygone Stars» (Budapest, 1935)